# Unithema guadelupensis
Unithema guadelupensis är en insektsart som beskrevs av Desutter-grandcolas 1991. Unithema guadelupensis ingår i släktet Unithema och familjen syrsor. Inga underarter finns listade i Catalogue of Life.